# Мунія молуцька
Му́нія молуцька (Lonchura molucca) — вид горобцеподібних птахів родини астрильдових (Estrildidae). Мешкає в Індонезії і на Східному Тиморі.

## Опис

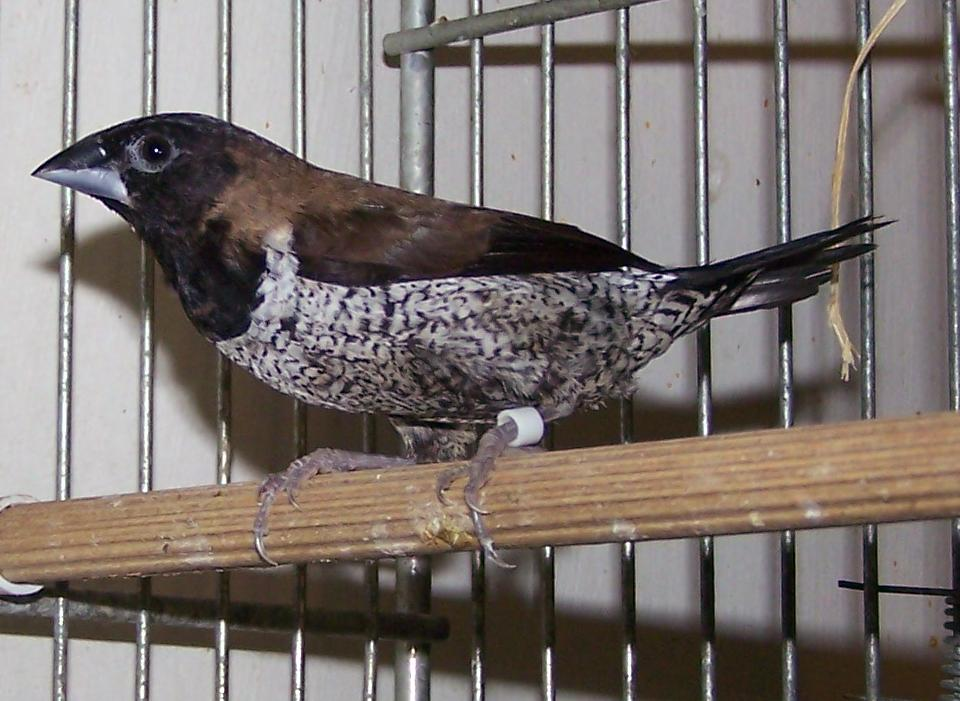
Молуцька мунія

Довжина птаха становить 10-11 см. Обличчя, підборіддя, щоки, горло і верхня частина грудей чорні, потилиця, шия і спина коричневі. Надхвістя і верхні покривні пера хвоста білі, поцятковані чорнувато-коричневими поперечними смужками. Пера видовжених верхніх покривних пер хвоста чорні. Першорядні махові пера чорнувато-коричневі, другорядні махові пера світло-коричневі, стернові пера чорні. Нижня частина тіла біла, поцятковані чорним або чорнувато-коричневим візерунком. Дзьоб товстий, короткий, чорний, зверху біля основи чорнувато-сірий, знизу біля основи сірий або сизуватий. Райдужки карі, лапи блідо-сірі. Виду не притаманний статевий диморфізм.
У молодих птахів верхня частина голова темно-коричнева, скроні і щоки охристі, поцятковані чорнуватими смужками. Верхня частина тіла коричнева, надхвістя світло-охристе, поцятковане коричневими смужками. Крила чорнувато-коричневі, груди і боки світло-охристі, поцятковані коричневими смужками, решта нижньої частини тіла світло-охриста, гузка легко поцяткована темними смужками.

## Таксономія
В 1760 році французький зоолог Матюрен Жак Бріссон включив опис молуцької мунії до своєї книги «Ornithologie», описавши птаха за зразком з Молуккських островів. Він використав французьку назву Le gros-bec de Moluques та латинську назву Coccothraustes Moluccensis. Однак, хоч Бріссон і навів латинську назву, вона не була науковою, тобто не відповідає біномінальній номенклатурі і не визнана Міжнародною комісією із зоологічної номенклатури. Коли в 1766 році шведський натураліст Карл Лінней випустив дванадцяте видання своєї Systema Naturae, він доповнив книгу описом 240 видів, раніше описаних Бріссоном. Одним з цих видів була молуцька мунія, для якої Лінней придумав біномінальну назву Loxia molucca. Згодом вид був переведений до роду Мунія (Lonchura).

## Підвиди
Виділяють два підвиди:
- L. m. molucca (Linnaeus, 1766) — Сулавесі і сусідні острови, острови Сангіхе[en] і Талауд[en] (на північ від Сулавесі), острови Сула[en] (на схід від Сулавесі), Молуккські острови, зокрема острови Кай[en] і Таянду[en], острови Гаг[en] і Кофіау[en] в архіпелазі Раджа-Ампат;
- L. m. propinqua (Sharpe, 1890) — острови Канґеан[en] (на північ від Яви), Малі Зондські острови, зокрема Тимор, острови Танімбар (південні Молуккські острови);

## Поширення і екологія
Молуцькі мунії живуть в чагарникових заростях, на узліссях тропічних лісів, на трав'янистих галявинах, поблизу людських поселень. Зустрічаються на висоті до 1000 м над рівнем моря. Живляться насінням трав. Розмножуються протягом всього року, пік гніздування припадає на сезон дощів, в Сулавесі він триває з липня по вересень, на Малих Зондських островах з березня по червень. Гніздо кулеподібне, діаметром 15 см, робиться з трави, гілочок та іншого рослинного матеріалу, розміщується в густій рослинності на висоті до 1 м над землею. В кладці 4-5, іноді до 7 яєць. Інкубаційний період триває 13-15 днів. Будують гніздо, насиджують яйця і доглядають за пташенятами і самиці, і самці. Пташенята покидають гніздо через 18-19 днів після вилуплення, однак батьки продовжують піклуватися про них ще приблизно 10 днів.